# Луций Эгнаций Виктор
Лу́ций Эгна́ций Ви́ктор (лат. Lucius Egnatius Victor; умер после 207 года) — древнеримский военный и государственный деятель, занимавший не позже 206 года должность консула-суффекта.

## Биография
Луций происходил из этрусского рода Эгнациев, который, возможно, имел нумидийские или вифинские корни. Предположительно, его отцом был философ Авл Эгнаций Присциллиан, а братьями — Авл Эгнаций Прокул и Квинт Эгнаций Прокул. 
До 207 года Виктор занимал должность консула-суффекта. В 207 году он находился на посту легата-пропретора Верхней Паннонии. Его сыновьями были, по всей видимости, консулы-суффекты Луций Эгнаций Виктор Лоллиан и Эгнаций Виктор Мариниан, а дочерью, возможно, супруга императора Валериана Эгнация Мариниана. Супруга Луция Эгнация, предположительно, была дочерью Квинта Гедия Руфа Лоллиана Гентиана.